# Lorenzo Nuvoletta
Lorenzo Nuvoletta (Marano di Napoli, 1º gennaio 1931 – Marano di Napoli, 7 aprile 1994) è stato un mafioso italiano e uno dei più noti e potenti capi della Camorra dagli anni '70 all'inizio degli anni '90.

## Biografia

### Gli inizi, gli anni '60 e '70
Proveniente da una famiglia di proprietari terrieri, ufficialmente era un imprenditore del settore ortofrutticolo, con le maggiori commissioni che arrivavano dagli enti pubblici, ma in realtà era ben introdotto nel commercio illegale di sigarette e nel traffico di droga. Sin dagli anni Sessanta il padre inaugurò un sodalizio con i Maisto di Giugliano, che si protrarrà fin quasi alla morte del figlio Lorenzo. Ciononostante, per il clan di Marano, la definitiva consacrazione verrà raggiunta soltanto una decina di anni più tardi, quando Lorenzo Nuvoletta arriverà ad allacciare stretti rapporti con Salvatore Riina e Luciano Liggio, tanto da conquistarsi un'incondizionata fiducia da parte dei due padrini e dunque della cosca corleonese. Gli fu offerto di affiliarsi a Cosa nostra e diventare un punto di riferimento in Campania dove era stato già arruolato da tempo un altro pezzo grosso del contrabbando, Michele Zaza, che però aveva un atteggiamento irrequieto per cui non aveva la stessa stima e considerazione di Nuvoletta, più silenzioso e decisionista tanto da farsi apprezzare da mafiosi del calibro di Tommaso Buscetta, Gerlando Alberti e appunto Luciano Liggio. Alla fine degli anni Sessanta i mafiosi siciliani vennero inviati al confino in Campania e fu così che intrecciarono rapporti con i capi della delinquenza locale, alcuni dei quali furono assorbiti da loro, in particolare, per quanto riguarda i Corleonesi ai Nuvoletta e per quanto riguarda i vari Salvatore Inzerillo, Rosario Riccobono, Stefano Bontate, Gaetano Badalamenti e Gaspare Mutolo ai Zaza. A Palermo erano stati riconosciuti i capo famiglia, Angelo Nuvoletta e Michele Zaza, e i sottocapo famiglia, Salvatore Zaza e Lorenzo Nuvoletta, e uomini d’onore tutti i parenti dei Nuvoletta. I Nuvoletta investivano anche i capitali dei mafiosi siciliani e la loro tenuta a Poggio Vallesana diventò un luogo di transito o di permanenza per tutti i big latitanti di Cosa nostra come Totò Riina, Bernardo Provenzano e Leoluca Bagarella e vi si svolgevano anche le cerimonie di affiliazione. Nel novembre del 1972, durante una perquisizione, nella tenuta i Carabinieri trovarono Saro Riccobono che spiegò di trovarsi lì essendo socio in affari dei Nuvoletta nel settore dell’ortofrutta. Due anni dopo si tenne un summit per la spartizione del mercato del contrabbando di sigarette tra Lorenzo Nuvoletta, Stefano Bontate, Pippo Calò, Totò Riina, Bernardo Brusca, i fratelli Antonio e Giuseppe Calderone e i fratelli Zaza. Nel maggio del 1974 il giudice istruttore del Tribunale di Napoli, sulla base di una informativa dei Carabinieri, emise numerosi mandati di cattura per associazione a delinquere e tra i destinatari ci furono Nuvoletta, Mutolo, Riccobono, Alberti e Bontate. 
Grazie a questa alleanza, i Nuvoletta, con la complicità dei boss Michele Zaza e Giovanni Bontate (fratello di Don Stefano ma alleato dei Corleonesi), uccisero strangolando Alfredo Taborre e Giuseppe Barbera nel 1977 e anche ricoprirono un ruolo rilevante per quanto concerne il traffico di eroina, aggiunto perlopiù al contrabbando. Nell’aprile del 1978, un mese prima del suo omicidio commesso dai Corleonesi, il boss siciliano Giuseppe Di Cristina, si presentò dai Carabinieri dopo aver capito di essere in pericolo e raccontò, tra le altre cose, che Nuvoletta per conto di Liggio gestiva tra Napoli e Caserta un’azienda per la lavorazione della frutta che serviva come copertura per un deposito di droga.

### Gli anni '80
Nell’aprile del 1980 Lorenzo Nuvoletta uscì dall’anonimato quando durante una perquisizione nell’abitazione di Francesco Di Carlo, boss di Altofonte, fu ritrovata una foto che lo ritraeva in compagnia di Antonino Gioè e altri mafiosi; il capitano Emanuele Basile mostrò la foto al giudice Paolo Borsellino che non seppe riconoscere Nuvoletta. Ai Carabinieri fu chiesto di accertare se l’impresa ortofrutticola intestata alla madre di Nuvoletta, Maria Orlando, avesse le carte in regola ma nel settembre 1982 l’Arma espresse parere positivo perché la donna godeva “in pubblico di buona stima, buona rispettabilità sociale e commerciale” senza fare cenno alle attività e alle frequentazioni del figlio.
Nel frattempo, a causa delle pretese di egemonia sempre più asfissianti della Nuova Camorra Organizzata di Raffaele Cutolo, ebbe inizio una guerra che vide scontrarsi la NCO da una parte, e la Nuova Famiglia dall'altra (quest'ultima una coalizione di svariati clan, tutti aventi l'obiettivo di debellare i cutoliani). Per il prestigio e gli agganci di cui godeva, Nuvoletta diventò l’arbitro del conflitto e proprio nella sua tenuta nel 1981 si tenne un incontro tra le due fazioni con oltre 100 camorristi e mafiosi presenti (tra i quali anche Riina e Bagarella) con l’obiettivo di arrivare a una tregua; Don Lorenzo, ufficialmente impegnato a frenare la sanguinaria esuberanza di Cutolo, doveva fare i conti anche con il riluttante Antonio Bardellino, storico braccio armato dei Nuvoletta, e faceva fatica a contenerne l’ira perché non intendeva passare sopra i tanti morti che già aveva avuto la sua parte. A quel punto Lorenzo Nuvoletta si assunse la responsabilità di imporre una pacificazione garantendola con il suo stesso prestigio, come racconterà poi il collaboratore di giustizia Pasquale Galasso. Tale pacificazione sarà poi violata da Antonio Bardellino e Umberto Ammaturo, tramite un attentato al castello di Raffaele Cutolo. Allora Cutolo approfittò quest'ultimo fatto per giustificare gli uccisioni di Nino Galasso, fratello di Pasquale, e Salvatore Alfieri, fratello di Carmine perché sia Alfieri sia Galasso rifiutarono l'adesione alla NCO. In entrambe le circostanze Nuvoletta non porse le condoglianze né a Galasso né ad Alfieri mantenendosi neutrale in modo ambiguo. Fatto che cagiona la diffidenza dei Alfieri-Galasso verso i Nuvoletta ed è così che i due prendono le distanze dei Nuvoletta per vendicare i fratelli. Il conflitto, sanguinosissimo, persistette in modo particolarmente feroce fino al 1983 quando la sconfitta del Cutolo avvenne, dopo le uccisioni di Alfonso Rosanova e Vincenzo Casillo. 
Secondo quanto racconterà il pentito Carmine Alfieri, nella tenuta di Poggio Vallesana si tenevano anche incontri con politici come quello tenuto tra il 1980 e il 1981 con Antonio Gava (arrestato e processato per concorso esterno e infine assolto) al quale avrebbero preso parte tutte le famiglie camorristiche: il punto principale sarebbe stata la preoccupazione di un sorpasso del PCI ai danni della DC e il politico avrebbe chiesto ai presenti di dare un contributo per evitare che ciò potesse accadere. Anche Pasquale Galasso e Giovanni Brusca avrebbero poi parlato dei rapporti tra Nuvoletta e l'ex ministro.
Nel frattempo due distinti rapporti dei Carabinieri avevano disegnato la rete di affari legali e illegali che avevano arricchito i Nuvoletta, dal traffico di stupefacenti e armi alle estorsioni e ai sequestri di persona. Si poteva leggere anche che “da anni i quattro fratelli attuano spericolate operazioni finanziarie; acquistano terreni per centinaia di miliardi, con il contributo dello Stato, attraverso la cassa per la formazione della piccola proprietà contadina; forniscono enti civili e militari di prodotti ortofrutticoli e avicoli; posseggono allevamenti di cavalli da corsa; operano nei settori della pollicoltura, dell’allevamento, della frutticoltura. La stagione d’oro l’hanno vissuta con la pioggia di miliardi dei contributi CEE per l’agricoltura, in molti casi finiti nelle tasche dei camorristi. Anche i Nuvoletta hanno attinto a questa fonte di ricchezza investendo il ricavato nelle poco ortodosse speculazioni nell’edilizia. Decine di società fantasma hanno operato della edificazione di mastodontici complessi residenziali sparsi lungo tutta la Penisola”.
Negli anni Ottanta, specialmente dopo il terremoto del 1980 e il bradisismo che colpì l'area flegrea, il clan di Lorenzo Nuvoletta investì e riciclò molto del denaro guadagnato coi traffici di droga nella speculazione edilizia, arrivando a gestire i cantieri della costruzione della frazione di Monterusciello, a Pozzuoli, una parte dei cantieri dell'Asse mediano ad altro.
A questo punto scoppiò un altro cruento scontro, stavolta interno alla Nuova Famiglia, tra i Nuvoletta e gli uomini di Bardellino, dapprima uniti nello sconfiggere Cutolo, ora irrimediabilmente divisi a causa delle loro alleanze (i primi con i Corleonesi, i secondi con Buscetta e Riccobono). Nuvoletta tentava, con successo, di tenere un piede in due scarpe e così Carmine Alfieri e Antonio Bardellino decisero di fargli la guerra per non averli sostenuti nello scontro con la NCO di Cutolo. Sembrò cominciare meglio Bardellino a tal proposito, che uccise dapprima Ciro Nuvoletta, fratello di Lorenzo, a Poggio Vallesana il 10 giugno 1984 - inseguendolo e poi giustiziandolo con un proiettile alla nuca. Una volta i Casalesi giustiziarono Ciro, sfuggirono ma i Nuvoletta reagiscono scatenando così una sparatoria all'impazzata contro il commando omicida nella quale un imbianchino innocente 28enne Salvatore Squillace venne ucciso da un proiettile vagante - per poi compiere il 26 agosto seguente la cosiddetta strage di Torre Annunziata nel territorio dei Gionta, allo scopo di ridurre il potere di questi ultimi che, alleatisi con i Nuvoletta, costituivano ormai un'autorità consolidata non soltanto più nella zona oplontina. Dopo questo fatto Valentino Gionta fu più pericoloso e i Nuvoletta decretarono segretamente l'8 giugno 1985 il suo arresto, e per non perdere l'alleanza con lui, ordinarono l'assassinio del giovane cronista Giancarlo Siani, ucciso nel settembre dello stesso anno perché il 10 giugno insinuò in un suo articolo che l'arresto di Gionta fosse eseguita col beneplacito dei Nuvoletta, allo scopo di giungere ad una pace con Bardellino: tale congettura fu malvista dai Nuvoletta, che la ritennero ingiuriosa ed il fratello di Lorenzo, Angelo, fornì i sicari all'uccisione del cronista Giancarlo Siani. Saranno i pentiti Salvatore Migliorino, affiliato ai Gionta, e Ferdinando Cataldo, coinvolto nell'omicidio, a fornire una serie di elementi che porteranno fino ai Nuvoletta. Come mandante del delitto sarà condannato all'ergastolo Angelo Nuvoletta mentre il fratello Lorenzo scanserà la condanna perché morirà prima della sentenza definitiva.
Il 1984 non fu solo l'anno dell'aggressione da parte della Nuova Famiglia ma fu anche l'anno in cui la magistratura cominciò a mettere le mani sul patrimonio che i Nuvoletta avevano accumulato illegalmente: nell'arco di un mese finirono sotto sequestro beni per diversi miliardi: 5 terreni nel Casertano, diversi appartamenti a Marano e Napoli nonché quote azionarie di 6 aziende e un allevamento di cavalli. Inoltre i pentiti Tommaso Buscetta e il suo fedelissimo Salvatore Contorno rivelarono ai magistrati palermitani chi erano e cosa facevano i Nuvoletta. All'inizio del 1986 partì il processo basato sulle rivelazioni di Pasquale D'Amico, elemento di spicco della NCO di Cutolo, e, nonostante un suo dietrofront tardivo, si arriverà a 20 condanne e 11 assoluzioni con Lorenzo Nuvoletta che viene condannato a 12 anni. Proseguirono nel frattempo le indagini sul patrimonio accumulati negli anni dai Nuvoletta e nel marzo del 1988 vennero sequestrati altri beni sparsi nel Casertano per 7 miliardi (terreni, case coloniche, macchinari, bestiame). L'11 novembre di quell'anno Nuvoletta venne condannato a 3 anni e 6 mesi per un'estorsione ai danni del Consorzio Italiano Grandine venendo assolto per mancanza di prove dall'accusa di associazione camorristica (nel febbraio del 1991 in Appello la pena verrà ridotta di 2 mesi); secondo la Procura due ispettori del Consorzio che sporsero denuncia furono minacciati da alcuni uomini di Nuvoletta per costringerli a gonfiare l'entità dei danni e far sì che gli agricoltori della zona ottenessero cospicui premi assicurativi. Nel dicembre del 1989 la Sezione misure di prevenzione del Tribunale di Napoli sequestrò l'intero complesso di Poggio Vallesana. 
Da qui, cominciò forse il declino del clan di Marano, sconfitto oltretutto dagli emergenti Casalesi.

### Gli anni '90: dal carcere agli ultimi anni di vita
In quel periodo Nuvoletta era latitante ma furono raccolti elementi sufficienti per poter affermare con certezza che il boss si nascondesse a Baden Baden in Germania dove aveva trovato riparo tra la folta colonia di emigrati italiani. Le indagini subirono un'improvvisa accelerazione agli inizi del dicembre del 1990 quando venne raccolta una voce più che attendibile: il boss stava per rientrare dalla Germania e così gli investigatori tennero sotto controllo tutti i suoi probabili rifugi. Prima del ponte dell'Immacolata Nuvoletta arrivò a Marano ma decise di rifugiarsi a Poggio Vallesana anziché a casa di qualche insospettabile fiancheggiatore e così fu arrestato la sera del 7 dicembre consegnandosi ai Carabinieri dopo aver capito di non avere scampo anche perché aveva problemi di salute tanto da aver bisogno di un flacone di cardiotonici.
Il 20 marzo 1991 Nuvoletta si sentì male nel carcere di Poggioreale e i medici dell'ospedale Cardarelli, dove fu ricoverato d'urgenza, gli diagnosticarono una tachicardia sinusale sinistra con episodi ricorrenti ed insorgenti. Il 12 giugno seguente un malore lo colpì durante un processo riguardante il sequestro dei beni e che si stava svolgendo al Tribunale di Napoli: venne trasportato al vicino ospedale Ascalesi per essere dimesso dopo pochi giorni. Tre settimane più tardi non si presentò in aula per l'insorgere di nuovi problemi di salute: il medico che effettuò la visita fiscale disposta su richiesta del PM Roberti informò la Corte che l'imputato aveva la pressione alta e uno stato d'ansia per cui non era il caso di partecipare al dibattimento.
A fine luglio a Licola fu sequestrato un ippodromo clandestino con annesso laboratorio attrezzato per la fecondazione artificiale del valore complessivo di 40 miliardi. Nel frattempo le condizioni di Nuvoletta peggiorarono ancor di più rendendo difficile la gestione dei processi nei quali era imputato. Il 25 ottobre si presentò in barella nell'aula bunker di Poggioreale rifiutandosi di rispondere alle domande del PM e della Corte urlando di star male; i suoi avvocati rinunciarono al mandato dopo essersi visti negare il rinvio dell'udienza e così la Corte assegnò a Nuvoletta un avvocato d'ufficio con il PM Roberti che considerò il suo atteggiamento simulatorio come quello che teneva Luciano Liggio durante i processi. L'accusa sosteneva che Nuvoletta riciclasse denaro sporco attraverso imprese attive nei settori del calcestruzzo e delle pulizie. Il PM chiese per lui una condanna a 15 anni ma i giudici gliene daranno solo 9.
Nel marzo del 1993, durante il processo per l'ippodromo costruito su terreno demaniale, si presentò in ambulanza accompagnato da tre camerieri. Tre mesi dopo i suoi avvocati, sollecitati dalla figlia Tina, chiesero la scarcerazione per motivi di salute dichiarando che si trovasse in imminente pericolo di morte poiché affetto da ipertensione arteriosa, cardiopatia ipertensiva, eventi aggravati dall'essere portatore di infarto; la figlia sosteneva oltretutto che il padre, nel frattempo trasferito nel carcere di San Vittore, fosse affetto anche da un carcinoma al fegato con metastasi ormai già disseminate. Tuttavia l'istanza di scarcerazione venne respinta e così i suoi avvocati presentarono un ricorso alla Corte di Strasburgo e annunciarono di aver preparato un dossier da inviare ai gruppi parlamentari e al Consiglio superiore della magistratura. Il processo di Appello cui fecero riferimento gli avvocati si chiuse con una condanna a 10 anni per associazione camorristica, 2 in meno di quanto gli avevano dato in primo grado. 
Due giorni dopo, su richiesta della DDA di Napoli, il GIP Izzo emise un'ordinanza di custodia cautelare per l'omicidio del contrabbandiere Emilio Palamara avvenuto nel dicembre del 1972 sulla base delle dichiarazioni del pentito Gaspare Mutolo, uno dei tanti che era stato "combinato" mafioso proprio a Poggio Vallesana.
Il 16 febbraio 1994, su richiesta dei suoi legali, Nuvoletta fu trasferito dall'ospedale Niguarda di Milano all'istituto Pascale di Napoli, specializzato nella cura dei tumori. Agli inizi di marzo i medici dissero che aveva ancora pochi giorni di vita e così gli furono concessi gli arresti domiciliari con delle limitazioni. La mattina del 7 aprile Nuvoletta spirò nella sua abitazione bunker all'età di 63 anni. Per evitare problemi di ordine pubblico, il questore Lomastro vietò le esequie pubbliche in forma pubblica. L'8 aprile il cimitero e le vie di Marano furono presidiate da un centinaio di poliziotti e ci furono attimi di tensione con i familiari irritati dalla loro ferrea determinazione ad allontanare soggetti estranei al defunto e dal rifiuto a consentire ai figli di portare il feretro sulle spalle.

### Il clan dopo la morte del suo storico capo
L'ultimo storico superstite, il fratello Angelo Nuvoletta, capo della camorra a Marano, verrà arrestato nel maggio del 2001 dopo 17 anni da latitante e scontò due ergastoli in regime di 41 bis, nel carcere di Spoleto prima e nell'ospedale di Parma poi, dove morirà il 21 ottobre 2013 all'età di 71 anni.
Nella primavera del 2017 nella relazione semestrale della Direzione Investigativa Antimafia si poteva leggere che a Marano e nelle zone limitrofe erano operativi i sodalizi Nuvoletta e Polverino e che le attività illecite continuavano ad essere il traffico di stupefacenti importati attraverso Spagna e Paesi Bassi e le estorsioni, i cui proventi risultavano reimpiegati nella ristorazione e nell'edilizia.